# Francesco Ferrara (politico)
Francesco Ferrara detto Ciccio (San Vitaliano, 16 novembre 1954) è un politico e sindacalista italiano.

## Biografia
Nato nel 1954 a San Vitaliano, in provincia di Napoli, Francesco Ferrara detto "Ciccio" è sposato ed ha tre figli. Agli inizi degli anni '80 viene eletto consigliere comunale tra le file del PCI nel suo comune di nascita.
Nel 1984 comincia il suo impegno nel sindacato e nel 1988 diventa segretario generale della Camera del Lavoro di Pomigliano d’Arco e successivamente della FIOM. È stato uno dei 39 firmatari del documento sulla democrazia nel sindacato, primo firmatario Fausto Bertinotti, che poi diventa l'esperienza di Essere sindacato.
In quegli anni è protagonista di vertenze che hanno assunto un carattere nazionale. Nel 1989 rifiutando l'accordo nazionale con la FIAT sulle flessibilità dell'Alfa di Pomigliano, costringe la Fiom nazionale e lo stesso segretario della CGIL Bruno Trentin ad aprire un confronto in tutto il sindacato sullo scambio flessibilità/occupazione. Nel 1992 è protagonista di un'altra vertenza, quella contro il taglio occupazionale all'Alenia (Pomigliano), con 62 giorni di sciopero ad oltranza, ancora una volta contro gli accordi nazionali. Il tema della democrazia e cioè del referendum sugli accordi e che non si possono firmare accordi che prevedono tagli, diventa centrale nel dibattito della CGIL e non solo. Anche grazie a questa lotta si aprì nella FIOM la strada alla svolta contrattuale e rivendicativa con la direzione di Claudio Sabattini.
Nel 1994 entra nella segreteria nazionale della FIOM ed è responsabile dei settori come la siderurgia, le telecomunicazioni e di Finmeccanica.
Dal 2000 è stato tra i principali dirigenti napoletani di Rifondazione Comunista, fino a quando alle elezioni del 2006 viene eletto alla Camera nella circoscrizione Emilia-Romagna; poco dopo diventa Responsabile nazionale Organizzazione del partito.
Non rieletto a Montecitorio nel 2008, nel 2009 segue Nichi Vendola nell'addio al PRC; alla fondazione di Sinistra Ecologia Libertà è Responsabile nazionale Organizzazione e membro del Coordinamento Nazionale.
Alle elezioni politiche del 2013 Ferrara viene rieletto alla Camera dei deputati come capolista della lista di Sinistra Ecologia Libertà nella circoscrizione Emilia-Romagna.
Il 17 aprile 2013 viene eletto come Coordinatore nazionale di SEL, succedendo a Claudio Fava, e rimanendo in carica fino al 15 febbraio 2014, quando gli succede Nicola Fratoianni.
Nel febbraio 2017 aderisce al gruppo parlamentare di Articolo 1 - Movimento Democratico e Progressista, inoltre ben presto diventa uno dei principali esponenti nazionali di Campo Progressista, formazione di Giuliano Pisapia, che però poi rinuncia a presentarsi alle elezioni politiche del 2018. Nel 2017 ha pubblicato “La Sinistra è un fiore di campo” edito da Ediesse prefazione di Gad Lerner.  Nel 2019 aderisce al Partito Democratico.